# ادواردو ویویروس د کاسترو

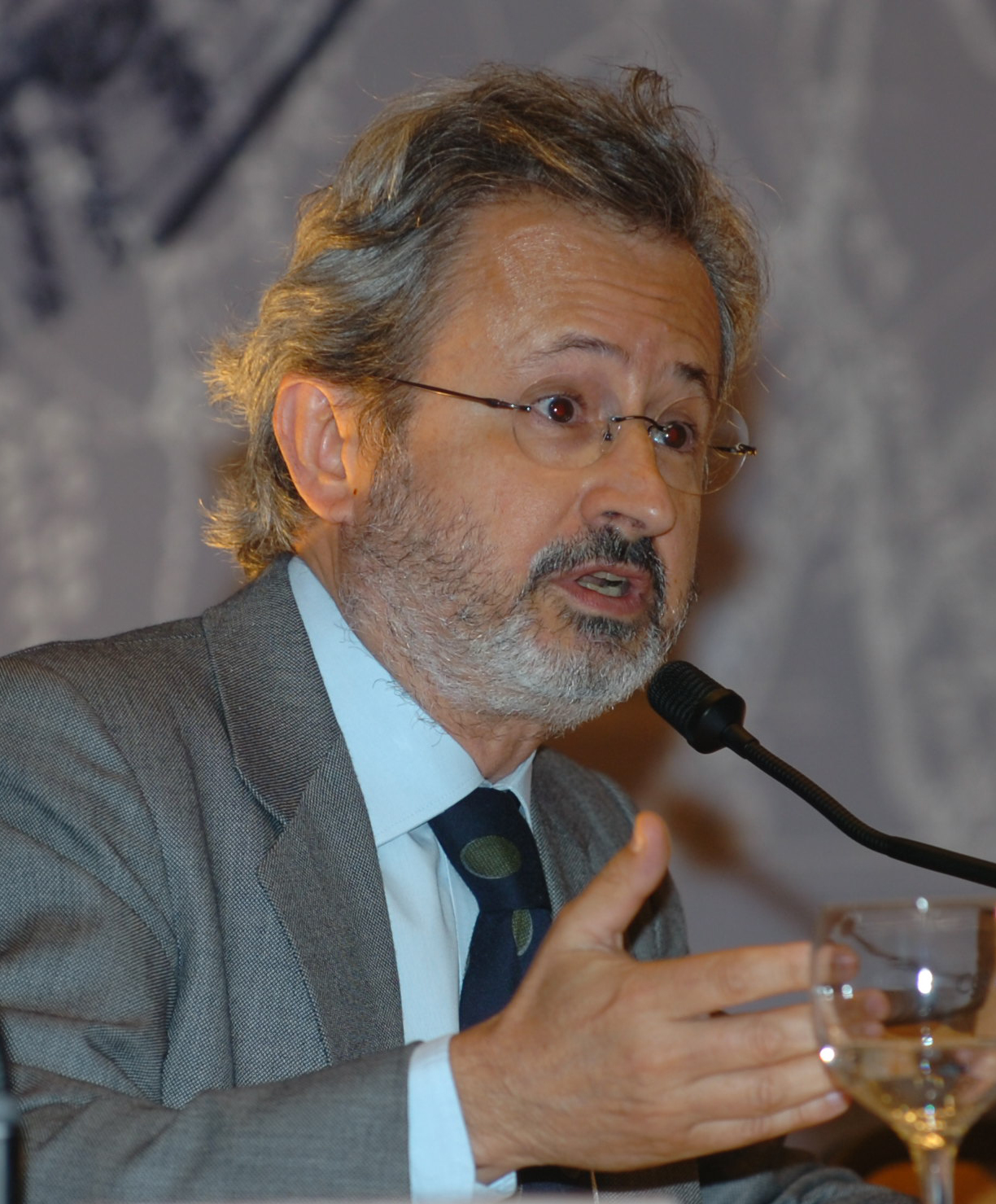
ادواردو ویویروس د کاسترو در برازیلیا در سال 2007.

ادواردو باتالا ویویروس د کاسترو (زاده ۱۹۵۱ - ) انسان‌شناس اهل برزیل و استاد موزه ملی دانشگاه فدرال ریودوژانیرو است.
او کتاب‌ها و مقالات زیادی را از جمله: متافیزیک آدمخواری، از دیدگاه دشمن: انسانیت و الوهیت در جامعۀ آمازونی، آمازون: قوم‌شناسی و تاریخ بومی (ویراستاری مشترک با مانوئلا کارنیرو دا کونا)، عدم ثبات روح سرخپوستان و مقالات دیگر در مورد انسان شناسی منتشر کرده است که در انسان‌شناسی و قوم‌شناسی آمریکایی‌ اهمیت بالایی دارند.
ویویروس د کاسترو که در سال ۱۹۵۱ در ریو دو ژانیرو به دنیا آمده، در مدرسۀ عالی مطالعات علوم اجتماعی، دانشگاه شیکاگو و دانشگاه کمبریج تدریس کرده است. از جمله مشارکت های اصلی او درک منظرگرایی بومیان آمریکایی است. آثار او تأثیراتی کلیدی در ظهور چرخش هستی‌شناختی در انسان‌شناسی داشته اند.

## آثار
- از دیدگاه دشمن: انسانیت و الوهیت در یک جامعۀ آمازونی، انتشارات دانشگاه شیکاگو، 1992.
- اشارۀ کیهان‌شناختی و منظرگرایی آمریکایی در مجلۀ مؤسسۀ سلطنتی انسان‌شناسی، جلد 4 (3)، 1998.
- تبادل منظرها: تبدیل ابژه ها به سوژه در هستی شناسی های آمریکایی در کامِن نُولِج، جلد 1 (3)، 2004.
- انسان شناسی منظری و روش ابهام کنترل شده،  در تیپیتی، مجلۀ انجمن انسان شناسی لُولَند ساوث آمریکا، جلد 2 (1)، 2004.
- عدم ثبات روح سرخپوستان: رویارویی کاتولیک ها و آدمخوارها در برزیل قرن شانزدهم، پریکلی پارادایم پرس، 2011.
- منظرگرایی کیهان‌شناختی در آمازون و جاهای دیگر، سری مسترکلاس هاو، جلد 1، 2012.
- دوگانه گرایی رادیکال، هاجه کانتز، 2012.
- متافیزیک آدمخواری، انتشارات یونیوُکال، 2014.
- بومی خویشاوند: مقالاتی در مورد جهان های مفهومی بومی، هاو - مجموعه های ویژه در نظریۀ قوم نگارانه، 2015.
- پایانهای جهان، با دبورا دانوفسکی، پولیتی، 2017.